# Assaf Naor
Pour les articles homonymes, voir Naor.
Assaf Naor, né le 7 mai 1975 à Rehovot en Israël, est un mathématicien et informaticien théoricien tchéco-israélien, professeur de mathématiques à l’université de Princeton,. Il travaille en analyse, théorie des probabilités, géométrie convexe et ses applications en informatique, physique mathématique et combinatoire. 

## Carrière académique
Naor étudie, à partir de 1993, à l’université hébraïque de Jérusalem, où il obtient un baccalauréat en 1996 et une maîtrise en 1998. Il soutient une thèse de doctorat sous la supervision de Joram Lindenstrauss en 2002 (titre de la thèse : Linear and non linear geometric problems in Banach space),. Il est chercheur postdoctoral chez Microsoft Research à partir de 2002, et de 2004 à 2007 membre permanent de l’équipe de théorie. In est en même temps, de 2005 à 2008, Affiliate Assistant Professor à l’université de Washington. Depuis 2006 il est professeur associé de mathématiques au Courant Institute of Mathematical Sciences, depuis 2008 aussi à la faculté d’informatique. En 2009, il devient professeur titulaire à l’université de New York.

## Recherche
La recherche de Naor concerne l’analyse, notamment les propriétés des espaces métriques et les algorithmes les concernant, y compris l’amélioration des majorations de l’inégalité de Grothendieck (en), la théorie des probabilités, la géométrie convexe et leurs applications informatiques, la physique mathématique et la combinatoire.
Avec Keith M. Ball (en), Shiri Artstein et Franck Barthe, Naor résout, en 2004, le problème de Shannon sur accroissement monotone de l’entropie pour des sommes de variables aléatoires. Il a également développé, avec des collègues, un algorithme d’approximation en temps polynomial pour le problème de la coupure la plus économique dans un réseau (« Sparsest Cut Problem »), problème qui est NP-difficile,,. Le Prix EMS qu’il reçoit en 2008 souligne, dans sa laudatio, son rôle pionnier dans l’analyse fonctionnelle non linéaire et d’autre part ses contributions fondamentales en combinatoire et théorie des algorithmes. Naor a apporté des contributions importantes au programme de Ribe (nommé ainsi d’après Martin Ribe (de)).

## Prix et distinctions
- 2007 : Naor reçoit le prix Bergmann de la United States – Israel Binational Science Foundation (en)[11]
- 2008 : Naor obtient le prix Salem pour ses « contributions to the structural theory of metric spaces and its applications to computer science »[12]
- 2008 : la même année, il est lauréat du prix EMS de la European Mathematical Society[3].
- 2011 : Prix Bôcher « for introducing new invariants of metric spaces and for applying his new understanding of the distortion between  various metric structures to theoretical computer science »[13].
- 2011 : Naor reçoit le prix Pazy de la Binational Science Foundation[14].
- 2012 : Naor est l’un des quatre gagnants du prix Leonard Blavatnik de l’Académie des sciences de New York, décerné à de jeunes scientifiques et ingénieurs de New York, New Jersey, et Connecticut[15].
- 2018 : Prix Nemmers en mathématiques[16]

En 2012 Naor devient fellow de l’American Mathematical Society. Il est conférencier invité au congrès international des mathématiciens en 2010, dans la section « Functional Analysis and Applications » ; titre de sa conférence : {\displaystyle L_{1}} embeddings of the Heisenberg group and fast estimation of graph isoperimetry. Naor est conférencier plénier au Congrès international des mathématiciens de 2018 à Rio de Janeiro.

## Publications (sélection)
- Shiri Artstein, Keith M. Ball, Assaf Naor et Franck Barthe, « On the rate of convergence in the entropic central limit theorem », Probability Theory and Related Fields, vol. 129, no 3,‎ 2004, p. 381-390 (DOI 10.1007/s00440-003-0329-4)
- James R. Lee et Assaf Naor, « Extending Lipschitz functions via random metric partitions », Inventiones mathematicae, vol. 160, no 1,‎ 2005, p. 59-95 (DOI 10.1007/s00222-004-0400-5)
- Dimitris Achlioptas et Assaf Naor, « The two possible values of the chromatic number of a random graph », Annals of Mathematics, vol. 162, no 3,‎ 2005, p. 1335-1351 (DOI 10.4007/annals.2005.162.1335)
- Yair Bartal, Nathan Linial, Manor Mendel et Assaf Naor, « On metric Ramsey-type phenomena », Annals of Mathematics, vol. 162, no 2,‎ 2005, p. 643-709 (DOI 10.4007/annals.2005.162.643)
- Robert Krauthgamer, James R. Lee, Manor Mendel et Assaf Naor, « Measured descent: a new embedding method for finite metrics », Geometric And Functional Analysis, vol. 15, no 4,‎ 2005, p. 839-858 (DOI 10.1007/s00039-005-0527-6)
- Noga Alon, Konstantin Makarychev, Yury Makarychev et Assaf Naor, « Quadratic forms on graphs », Inventiones mathematicae, vol. 163, no 3,‎ 2005, p. 499-522 (DOI 10.1007/s00222-005-0465-9)
- Assaf Naor, Yuval Peres, Oded Schramm et Scott Sheffield, « Markov chains in smooth Banach spaces and Gromov-hyperbolic metric spaces », Duke Mathematical Journal, vol. 134, no 1,‎ 2006, p. 165-197 (DOI 10.1215/S0012-7094-06-13415-4)
- Sanjeev Arora, James R. Lee et Assaf Naor, « Euclidean distortion and the sparsest cut », Journal of the American Mathematical Society, vol. 21, no 01,‎ 2007, p. 1-21 (DOI 10.1090/S0894-0347-07-00573-5)
- Manor Mendel et Assaf Naor, « Metric cotype », Annals of Mathematics, vol. 168, no 1,‎ 2008, p. 247-298 (DOI 10.4007/annals.2008.168.247)
- Assaf Naor, « {\displaystyle L_{1}} embeddings of the Heisenberg group and fast estimation of graph isoperimetry », dans Proceedings of the International Congress of Mathematicians, vol. III, New Delhi, Hindustan Book Agency, 2010 (MR 2827855, arXiv 1003.4261, lire en ligne), p. 1549-1575
- Jeff Cheeger, Bruce Kleiner et Assaf Naor, « Compression bounds for Lipschitz maps from the Heisenberg group to {\displaystyle L_{1}} », Acta Mathematica, vol. 207, no 2,‎ 2011, p. 291-373 (DOI 10.1007/s11511-012-0071-9)
- Mark Braverman, Konstantin Makarychev, Yury Makarychev et Assaf Naor, « The Grothendieck Constant is Strictly Smaller than Krivine's Bound », 52nd Annual IEEE Symposium on Foundations of Computer Science (FOCS),‎ 2011, p. 453-462 (DOI 10.1109/FOCS.2011.77, arXiv 1103.6161, lire en ligne)
- Jacob Fox, Mikhail Gromov, Vincent Lafforgue, Assaf Naor et Janos Pach, « Overlap properties of geometric expanders », Journal für die reine und angewandte Mathematik, vol. 671,‎ 2012, p. 49-83 (MR 2983197).
- (en) Assaf Naor, « An introduction to the Ribe program », Japanese Journal of Mathematics, vol. 7, no 2,‎ 2012, p. 167-233 (DOI 10.1007/s11537-012-1222-7)
- (en) Manor Mendel et Assaf Naor, « Ultrametric subsets with large Hausdorff dimension », Inventiones mathematicae, vol. 192, no 1,‎ 2012, p. 1-54 (DOI 10.1007/s00222-012-0402-7)
- (en) Assaf Naor, Sean Li et Tuomas Hytönen, « Quantitative affine approximation for UMD targets », Discrete Analysis,‎ 2016, article no Paper No. 6, 37 p. (DOI 10.19086/da.614)
- (en) Assaf Naor et Yuval Rabani, « On Lipschitz extension from finite subsets », Israel Journal of Mathematics, vol. 219, no 1,‎ 2017, p. 115-161 (DOI 10.1007/s11856-017-1475-1)